# 佐賀市立東与賀小学校
佐賀市立東与賀小学校（さがしりつ ひがしよかしょうがっこう）は佐賀県佐賀市東与賀町大字田中にある公立小学校。

## 概要
歴史
1888年（明治21年）に3校合併により「尋常興文小学校」として創立。数回の改組・改称を経て、現校名になったのは2007年（平成19年）。2023年（令和5年）には創立135周年を迎えた。
校章
桜の花弁を背景にして、中央に校名の略称である「東小」の文字（縦書き）を配している。
校歌
1956年（昭和31年）制定。作詞は鶴清、作曲は陶山聡による。歌詞は2番まであり、両番の歌詞中に校名の「東与賀」が登場する。
通学区域
佐賀市のうち、「東与賀町全域」。中学校区は佐賀市立東与賀中学校。

## 沿革
- 1888年（明治21年）9月1日 - 小学校3校（住吉（田中村）・飯盛（飯盛村）・実久（下古賀村））を統合し、尋常科(4年制）を設置の上、「尋常興文小学校」が創立。初代校長は野田甚三郎。3村（田中・飯盛・下古賀）のほぼ中間地点に平屋建て校舎を新築。
- 1889年（明治22年）
  - 4月1日 - 町村制施行により、佐賀郡3村（田中・飯盛・下古賀）が合併の上、東与賀村が発足。旧・実久校を分教場とする。
  - 7月 - 木造新校舎が完成。
- 1891年（明治24年）9月 - 教室1棟を増築。
- 1892年（明治25年）4月 - 「興文尋常小学校」に改称。
  - 「本庄・東与賀・西与賀三ヶ村組合立 与賀高等小学校」（4年制）が本庄村上飯盛に設置される。
- 1900年（明治33年）4月 - 「東与賀尋常小学校」に改称。
- 1902年（明治35年）- 東与賀農業補習学校が併置される。
- 1903年（明治36年）- 実久分教場の新校舎が完成。
- 1908年（明治41年）4月 - 改正小学校令により、尋常科（義務教育）が6年制、高等科が2～3年制に変更となる。尋常科5年を新設。
- 1909年（明治42年）4月 - 尋常科6年を新設。
- 1911年（明治44年）- 校舎を増築。
- 1916年（大正5年）4月 - 与賀高等小学校を運営する組合の改称により、高等科を併置の上、「東与賀尋常高等小学校」に改称。校舎を増築。
- 1919年（大正8年）- 創立30周年を記念し、簡易図書館を設立。
- 1928年（昭和3年）4月 - 併置の農業補習学校が「青年訓練所充当 東与賀村公民学校」に改称。北棟校舎1棟が完成。
- 1929年（昭和4年）3月 - 実久分教場を廃止。
- 1930年（昭和5年）7月 - 暴風雨のため、校舎が倒壊。同時に火災が発生し、3教室を焼失。
- 1931年（昭和6年）6月 - 焼失した校舎を再建。武道場を改築。
- 1935年（昭和10年）- 青年学校令施行により、併置の公民学校が「東与賀村実業青年学校」に改称。
- 1934年（昭和14年）- 講堂、校舎6教室等が完成。
- 1941年（昭和16年）4月1日 - 国民学校令施行により、「東与賀村国民学校」に改称。尋常科を初等科に改める。
- 1947年（昭和22年）4月1日 - 学制改革が行われる。
  - 東与賀村国民学校の初等科は、新制小学校「東与賀村立東与賀小学校」に改組・改称。
  - 東与賀村国民学校の高等科は青年学校の普通科とともに、新制中学校「東与賀村立東与賀中学校」に改組され、小学校に併置される。
- 1953年（昭和28年）
  - 6月 - 大洪水のため、3日間臨時休校。
  - 8月 - 旧校舎を移転改築
  - この年 - 北棟東教室等が完成。
- 1956年（昭和31年）
  - 2月 - 校歌を制定。
  - 4月 - 特殊学級を設置。
- 1960年（昭和35年）10月 - 給食を開始。
- 1966年（昭和41年）
  - 10月1日 - 町制施行により、「東与賀町立東与賀小学校」に改称。
  - この年 - 50ｍプールが完成。
- 1967年（昭和42年）5月 - JRCに加入。
- 1970年（昭和45年）
  - 3月 - 体育館が完成。北運動場を拡張。
  - この年 - 標準服を漸次採用。
- 1974年（昭和49年）
  - 1月 - 図書館を増築。
  - 3月 - 校旗を制定。
- 1980年（昭和55年）- 南校舎（第一期工事）の改築が完了。
- 1981年（昭和56年）3月 -　北校舎が完成。
- 1988年（昭和63年）11月 - 創立100周年記念式典を挙行。
- 1992年（平成4年）- 飼育舎「わくわく動物ランド」が完成。
- 1994年（平成6年）- パソコン室を新設。
- 1997年（平成9年）1月 - 新給食室が完成。
- 2007年（平成19年）
  - 8月 - 南校舎・体育館耐震工事が完了。
  - 10月1日 - 佐賀市との合併により、「佐賀市立東与賀小学校」（現校名）に改称。
- 2012年（平成24年）
  - 4月 - 通級指導教室（ことばの教室）を佐賀市役所東与賀支所3階に1教室開設。特別支援学級（病弱）を開設。
  - 11月 - 東与賀教育課と合同で「第1回 まなざしコンサート」を開催。
  - 12月 - 「第1回ありがとう集会」（地域への感謝会）を開催。
- 2013年（平成25年）
  - 3月 - この年、富士南小学校と統合する佐賀市立富士小学校からグランドピアノを寄贈される。
  - 4月 - 特別支援学級（弱視）を開設。特別支援学級（肢体不自由）を閉鎖。
- 2016年（平成28年）6月 - 土曜授業を開始。
- 2017年（平成29年）4月 - 学校給食調理の一部の民営化を開始。特別支援学級（難聴）を開設。
- 2020年（令和2年）2月 - 仮設校舎が完成。管理棟（職員室、5・6年教室）が仮設校舎へ移転。
- 2021年（令和3年）3月 - 北校舎が完成し、1～4年生を収容。

## 交通
最寄りの鉄道駅
- JR九州 長崎本線 「鍋島駅」

最寄りのバス停留所
- 佐賀市営バス 東与賀線 「東与賀支所前」停留所

最寄りの幹線道路
- 佐賀県道260号東与賀佐賀線 「東与賀支所前」交差点

## 周辺
- 佐賀市立東与賀中学校
- 東与賀幼稚園・東与賀保育園
- 東与賀児童館
- 佐賀市役所 東与賀支所
- 佐賀市立東与賀文化ホールふれあい館
- 佐賀市立図書館 東与賀館
- 佐賀市立東与賀公民館
- 東与賀農村環境改善センター
- 東与賀運動公園
- 東与賀ふれあい公園
- 東与賀郵便局
- 佐賀市南商工会東与賀支所
- 佐賀県農業協同組合東与賀支所
- 竜田寺

## 参考資料
- 「東与賀町史」（1982年（昭和57年）11月3日, 東与賀町）p.827～p.934【教育】学校教育の変遷 (PDF)  - 佐賀市ウェブサイト
- 「東与賀町史」（1982年（昭和57年）11月3日, 東与賀町）p.935～p.940【教育】実業教育の推移 (PDF)  - 佐賀市ウェブサイト

## 関連事項
- 佐賀県小学校一覧